# Andrzej Żuławski
Andrzej Żuławski (ur. 22 listopada 1940 we Lwowie, zm. 17 lutego 2016 w Warszawie) – polski reżyser, scenarzysta i aktor filmowy, pisarz, komandor Orderu Sztuki i Literatury.
Karierę filmową zaczynał jako asystent Andrzeja Wajdy. Zadebiutował w 1971 filmem Trzecia część nocy, jednak po realizacji zakazanego przez polską cenzurę filmu Diabeł (1972) oraz w momencie zatrzymania przez polskie władze produkcji Na srebrnym globie (1976/1988) na stałe przeniósł się do Francji. Uznanie tamtejszych krytyków zdobył między innymi filmami Najważniejsze to kochać (1975), Opętanie (1981), Borys Godunow (1989).
Żuławski bywa zaliczany w poczet przedstawicieli poetyki surrealizmu w kinie polskim. Niekiedy jego dzieła porównywano pod względem drastyczności z kinem Davida Lyncha. Twórczość Żuławskiego znana była z frenetycznego wykorzystania dynamicznej kamery filmującej fikcyjne wydarzenia z użyciem szerokokątnego obiektywu, niekiedy zespolonej z widokiem subiektywnym bohaterów. Wielokrotnie reżyser stosował wieloplanowe kompozycje w głąb oraz częsty montaż wewnątrzkadrowy. Słynął ze swojego trudnego charakteru i autorytarnego stylu reżyserowania. Kontynuatorem stylu Andrzeja Żuławskiego jest jego syn Xawery.

## Życiorys

### Młodość i wykształcenie
Urodził się w 1940, w rodzinie inteligenckiej. Jego stryjecznym dziadkiem był Jerzy Żuławski (1874–1915), autor Trylogii księżycowej, którą Andrzej Żuławski zekranizował w filmie Na srebrnym globie . Andrzej miał też trzech stryjów: Jacka (1907–1976), Marka (1908–1985) i Juliusza (1910–1999) . Ojcem Andrzeja był pisarz i dyplomata Mirosław Żuławski (1913–1995) , matką zaś – Czesława. Młodszymi braćmi Andrzeja byli Łukasz (ur. 1947) oraz Mateusz (ur. 1948)  .
W momencie ataku Niemiec na Związek Radziecki w czerwcu 1941, podczas bombardowania Lwowa, odniósł poważne obrażenia ciała i stracił wzrok w jednym oku, a jego siostra Marta zginęła. W 1945, kiedy Mirosław Żuławski został radcą kulturalnym w ambasadzie Rzeczypospolitej Polskiej w Paryżu, Andrzej uczył się dwa lata we Francji, spotykając się z prześladowaniami ze strony rówieśników. W 1947 rodzina Żuławskich przeniosła się do Pragi, gdzie trzy lata później Andrzej obejrzał pierwszy film. Pasję do kina wpoiła mu babcia, która była miłośniczką filmów przedwojennych. W 1956 rodzina Żuławskich ponownie wyjechała do Paryża, gdzie Mirosław reprezentował Polskę w UNESCO. Tam też Andrzej uczęszczał do dwujęzycznego liceum francusko-polskiego, gdzie w 1957 zdał egzamin dojrzałości.

### Kariera filmowa

#### 1958–1972: pierwsze filmy, opieka artystyczna Wajdy
W wieku 17 lat Andrzej Żuławski został przyjęty do paryskiej uczelni filmowej IDHEC, którą ukończył w 1959. W ramach nauki w IDHEC nakręcił debiutancką etiudę filmową pod tytułem La Sorcière (1958), opartą na opowiadaniu Antona Czechowa Czarownica. Pod koniec nauki zachorował na pneumopatię. Następnie studiował filozofię na Sorbonie, gdzie jednak odrzuciła go nachalnie tam promowana filozofia egzystencjalna – kąśliwie przezeń komentowana jako „Sartre’owskie plagiaty z Heideggera”. Nie zadowalało go również przeniesienie się na Uniwersytet Warszawski, gdzie z kolei wykładano filozofię marksistowską. Dzięki rekomendacji Romana Polańskiego otrzymał asystenturę u Andrzeja Wajdy (którego pierwszymi filmami był zachwycony) przy kręceniu filmu Samson (1961). Żuławski pomagał również Wajdzie przy realizacji Miłości dwudziestolatków (1962) oraz Popiołów (1965). Wkrótce potem w 1967 nakręcił dwa krótkometrażowe filmy telewizyjne, Pavoncello na podstawie opowiadania Stefana Żeromskiego oraz Pieśń triumfującej miłości według opowiadania Iwana Turgieniewa. Oba filmy zachowały się w wersji barwnej, choć Telewizja Polska premierowo emitowała je w czerni i bieli.
Współpraca z reżyserem Popiołu i diamentu układała się Żuławskiemu dobrze, i to on doradził Wajdzie przeczytanie Ziemi obiecanej Władysława Reymonta, która posłużyła później jako materiał do adaptacji filmowej. Konflikt pomiędzy Żuławskim a Wajdą pojawił się w momencie, gdy późniejszy autor Diabła napisał swemu mentorowi scenariusz do adaptacji Jądra ciemności Josepha Conrada; mimo wyjazdu obu realizatorów do Stanów Zjednoczonych, gdzie wstępnie ustalili warunki współpracy z jednym z zainteresowanych projektem amerykańskich producentów, Wajda zrezygnował z przedsięwzięcia i wkrótce potem wrócił do Polski. Żuławski potraktował takie rozwiązanie umowy jako niestosowne.
Do otwartego konfliktu pomiędzy Żuławskim a Wajdą doszło w momencie pełnometrażowego debiutu tego pierwszego, zatytułowanego Trzecia część nocy (1971). Scenariusz do tego filmu fabularnego był oparty na losach ojca Żuławskiego: główny bohater filmu (Leszek Teleszyński), straciwszy całą rodzinę podczas okupacji hitlerowskiej, zarabia na życie jako karmiciel wszy w instytucie produkującym szczepionki przeciwko tyfusowi. Zdjęcia do filmu reżyser realizował w imitującym Lwów Krakowie, gdzie jego praca była słabiej nadzorowana niż w Warszawie; do produkcji filmu użyto wyblakłej barwnej taśmy Orwo. Wajda miał spore uwagi do filmu, w którym Żuławski posłużył się rwaną narracją oraz nerwowymi ruchami kamer, wobec czego debiutant odpowiedział weteranowi kina: „Wiesz, wybacz, ale to jest mój film i pocałuj się”. Pomimo dystrybucji na Festiwalu Filmowym w Wenecji, Trzecia część nocy została zignorowana przez tamtejszą krytykę. W Polsce była potępiana, natomiast we Francji cieszyła się niebywałą popularnością.
Konflikt pomiędzy Żuławskim a Wajdą pogłębił się, gdy realizator Trzeciej części nocy w ramach kierowanego przez Wajdę Zespołu Filmowego „X” nakręcił w 1972 Diabła – swój drugi film pełnometrażowy. Główny bohater filmu, młody szlachcic (Teleszyński), idąc za podszeptem diabła (Wojciech Pszoniak), morduje swoich bliskich, ale też uczestników patriotycznej konspiracji. Jak opisywał Diabła Sebastian Jagielski: „Wszystkiego jest tu, jak się zdaje, za dużo, za bardzo, za mocno: szaleńczy rytm kamery i niepokojąca muzyka Andrzeja Korzyńskiego, gwałt i histeria, orgie i makabra, kazirodztwo i śmierć”. Diabeł na tyle oburzył komisję kolaudacyjną, że film objęto zakazem rozpowszechniania trwającym do połowy lat 80. XX wieku. Zdaniem Żuławskiego powodem zatrzymania filmu miała być zawarta w nim alegoria marca 1968; tytułowym diabłem miał być Mieczysław Moczar. Reżyser Diabła nie wybaczył Wajdzie, że ten za słabo bronił filmu przed komisją kolaudacyjną.

#### 1975–2015: dalsza kariera we Francji i w Polsce
W 1975 Żuławski, po wyjeździe do Francji, nakręcił tam swój pierwszy zagraniczny film fabularny, Najważniejsze to kochać, adaptację powieści Christophera Franka Noc amerykańska. Przedstawiał on kulisy podziemnego przemysłu pornograficznego, w którym próbują się odnaleźć początkująca aktorka oraz operator zdjęć (Romy Schneider, Fabio Testi). Najważniejsze to kochać odniosło zauważalny sukces komercyjny, było też powszechnie chwalone przez krytyków i dosłużyło się miana filmu kultowego . Szczególnie ceniona była gra Schneider oraz praca kamery: „płynna, wędrująca kamera Żuławskiego, preferująca średnie i bliskie ujęcia, której towarzyszy głośna partytura Georges’a Delerue, jest tak uważna na każde uderzenie, skurcz i najmniejszą nutę agonii, że zdaje się obnażać każdy nerw bohaterów” .
Po międzynarodowym sukcesie Żuławski podjął się adaptacji Trylogii księżycowej swego dziadka stryjecznego Jerzego Żuławskiego, którą opisywał jako „pesymistyczny, ponury obraz rzeczywistości i ludzkości jako takiej oraz takiej ludzkości samotniczej”. Film Na srebrnym globie miał wpisywać się w prąd fantastycznonaukowych filmów poświęconych cywilizacyjnemu wyścigowi kosmicznemu, podobnie jak 2001: Odyseja kosmiczna (1968) Stanleya Kubricka. Superprodukcja Żuławskiego spotkała się jednak na etapie realizacji z dezaprobatą wiceministra kultury Janusza Wilhelmiego, który kazał przerwać zdjęcia i zniszczyć wszelkie dekoracje. Ekipa filmowa nie posłuchała zarządzenia, jednak produkcja została wstrzymana. Film w okaleczonej formie ukazał się dopiero w 1988, kiedy Żuławski dokręcił szereg jazd kamery po najbardziej charakterystycznych miejscach i pejzażach Polski, dodając do nich opis nienakręconych scen.
Po konflikcie z polskimi władzami w sprawie Na srebrnym globie Żuławski wyemigrował do Francji, gdzie nakręcił w 1981 film Opętanie. Bohater filmu, agent służb specjalnych operujący w Berlinie (Sam Neill), odkrywa, że jego żona (Isabelle Adjani) zdradza go z monstrum pożerającym zabijanych przez nią mężczyzn. Opętanie było bardzo dobrze oceniane przez krytyków, a kreująca główną rolę żeńską Adjani została uhonorowana nagrodą na Festiwalu Filmowym w Cannes. Żuławski liczył także na Złotą Palmę, lecz statuetka została przyznana Wajdzie za film Człowiek z żelaza (1981). Reżyser Opętania – żywiąc wciąż urazę do Wajdy – nie zjawił się na ceremonii przyznania nagród. Kolejne dwa dzieła Żuławskiego, Kobieta publiczna (1984) i Narwana miłość (1985), stanowiły odpowiednio luźne adaptacje Biesów i Idioty Fiodora Dostojewskiego. Zdjęcia do Kobiety publicznej wykonał ceniony operator Sacha Vierny , podczas gdy w Narwanej miłości wystąpiła Sophie Marceau, późniejsza towarzyszka życiowa reżysera .

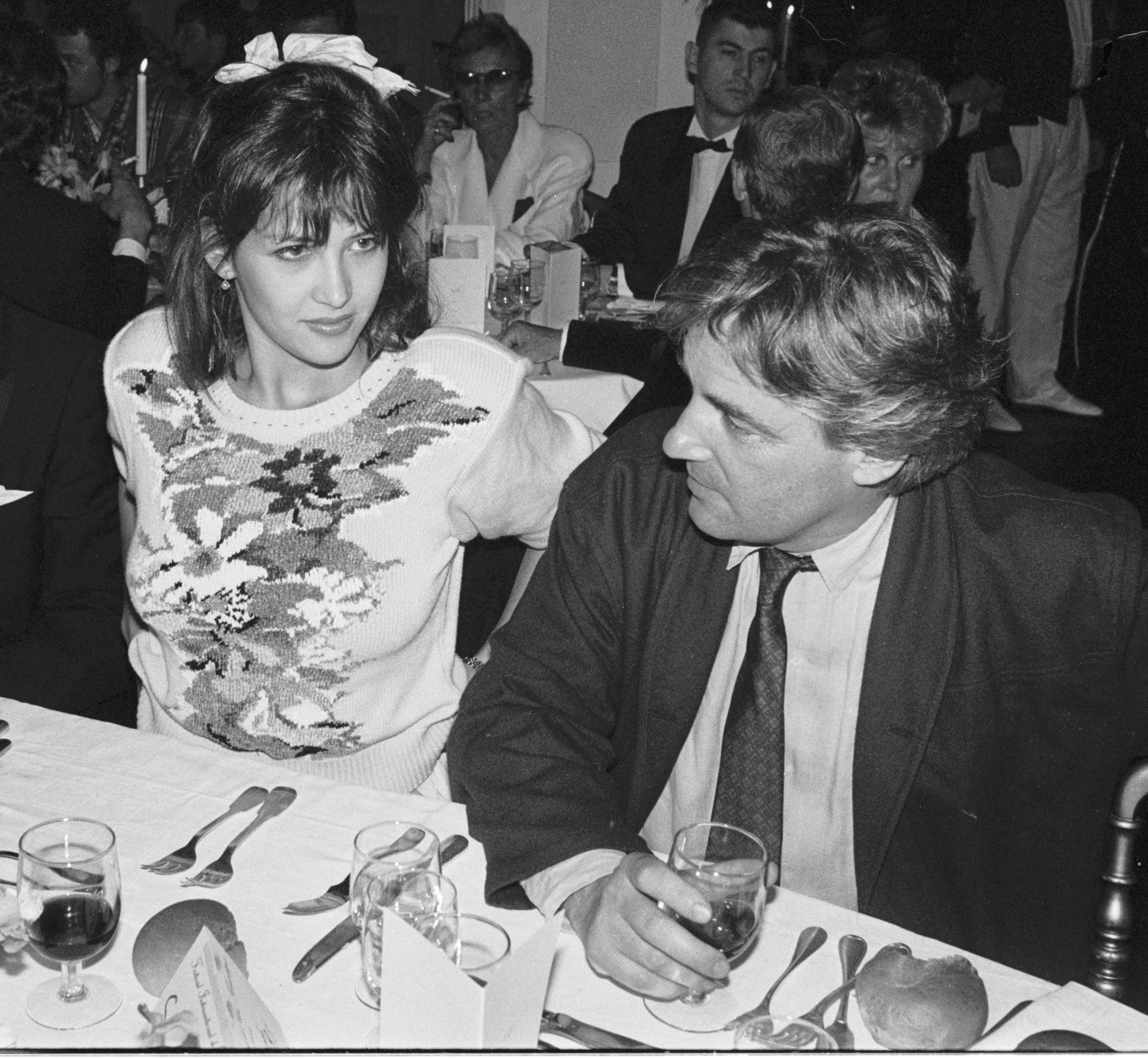
Andrzej Żuławski wraz z Sophie Marceau, swoją towarzyszką życiową w 1988

Zrealizowane w 1989 Moje noce są piękniejsze niż wasze dni, których bohater wynajdujący nowy język programowania zostaje zarażony śmiertelnym wirusem, to adaptacja powieści Raphaëlle Billetdoux. Recenzje filmu były chłodne, przykładowo Patrick Brion z „Revue des Deux Mondes” oceniał ów film jako „irytujący [...] topornością postaci, zauważalną banalnością dialogów” . Z lepszym odbiorem spotkała się brawurowa adaptacja opery Borys Godunow Modesta Musorgskiego, poświęconej czasom wielkiej smuty w Rosji na początku XVII wieku. Michał Oleszczyk uznał filmowego Borysa Godunowa za „jedną z najbardziej oryginalnych adaptacji operowych w historii” . W 1990 Żuławski zaangażował Dolpha Lundgrena do roli francuskiego kapitana Criona w przygodowym dramacie wojennym Tygrys (Le Tigre), którego akcja rozgrywała się podczas upadku Dien Bien Phu; jednak projekt został przerwany ze względu na problemy finansowe producenta. W 1991 w ramach koprodukcji francusko-niemieckiej Żuławski nakręcił Błękitną nutę, autorską wizję 36 ostatnich godzin z życia Fryderyka Chopina, z udziałem Janusza Olejniczaka w roli polskiego kompozytora oraz Marie-France Pisier jako George Sand.
Po transformacji ustrojowej w Polsce Żuławski w 1996 roku nakręcił Szamankę, film oparty na scenariuszu feministki Manueli Gretkowskiej. Bohaterka filmu, Włoszka (Iwona Petry), stopniowo usidla nauczyciela uniwersyteckiego (Bogusław Linda), wdając się z nim w niebezpieczną dla niego grę erotyczną skutkującą finałem, w którym kobieta pożera surowy mózg swojego kochanka . Szamanka wywołała w Polsce skandal; film porównywano na niekorzyść z Ostatnim tangiem w Paryżu Bernarda Bertolucciego , a odgrywająca w nim główną rolę Petry wyjechała do Wielkiej Brytanii ze względu na nagonkę ze strony polskich mediów . W ogólnym rozrachunku Szamanka – jak twierdził nawet przychylny reżyserowi Jakub Majmurek – okazała się „filmem niezrozumiałym, całkowicie odrzuconym przez publiczność i krytykę, brutalnie wyśmianym” .
W 2000 Żuławski nakręcił Wierność, swobodną ekranizację powieści Księżna de Cleves Madame de La Fayette. Był to ostatni wspólny film nakręcony z Marceau . Piętnaście lat później zamknął swoją karierę równie swobodną adaptacją Kosmosu Witolda Gombrowicza, w której „młodzieńcza histeryczna powaga zderza się z (maskującym rozpacz?) kabotyństwem starca”, a rzeczywistość filmowa zlewa się z różnymi cytatami kulturowymi: „począwszy od odniesień do Henriego Bergsona, Roberta Bressona, Piera Paola Pasoliniego, Maksa Ophülsa czy Ingmara Bergmana; przez francuskie komiksy czy stare francuskie piosenki, z których cytatami przerzucają się bohaterowie” (Małgorzata Sadowska) . Zdaniem Michała Piepiórki „z tych intelektualno-błazeńskich dysput niewiele jednak wynika poza bufonadą” . Niezrealizowany scenariusz Andrzeja Żuławskiego pod nazwą Mowa ptaków, który opisywał żywot kilkorga outsiderów z dala od prostactwa współczesnej Polski, nakręcił w 2019 roku jego pierwszy syn Xawery .

### Kariera literacka
Od początku lat 90. uprawiał także twórczość prozatorską. Jego literackim debiutem był Lity bór (1991), który opierał się na kontrowersyjnym pomyśle połączenia narracji mordercy syna Bolesława Piaseckiego oraz asystenta Andrzeja Wajdy, łatwo utożsamianego z autorem . Lity bór był paszkwilem na środowisko artystyczne PRL-u, określane przez Żuławskiego mianem „Księstwa Warszawskiego” . Swoją karierę prozatorską kontynuował głośnymi we Francji powieściami takimi jak W oczach tygrysa (1992) oraz Moliwda (1994) . Rozgłos zyskała zwłaszcza Moliwda, wyrastająca ze scenariusza planowanego filmu o Jakubie Franku  . W inne quasi-autobiograficzne powieści reżysera, Niewierność (2001) oraz O niej (2003), wplecione zostały zwierzenia ze związku z Sophie Marceau .
Największy rozgłos zdobył jego dziennik pt. Nocnik (2010), w którym opisał okres od listopada 2007 do listopada 2008. Książka została wycofana ze sprzedaży po decyzji sądu, na wniosek Weroniki Rosati, poczuwającej się do pierwowzoru głównej bohaterki, którą Żuławski nazywał „małą kurewką” oraz „ślicznym ścierwem” . 19 lutego 2014 ten sam Sąd Okręgowy w Warszawie wydał wyrok w tej sprawie, nakazując Andrzejowi Żuławskiemu i wydawcy książki solidarną zapłatę Weronice Rosati kwoty 100 000 złotych z tytułu naruszenia dóbr osobistych, jednakże nie wycofał książki definitywnie ze sprzedaży, ani nie nakazał usunięcia spornych fragmentów, co również zostało wskazane w żądaniach powódki. Od tego wyroku obie strony sporu złożyły apelacje i 22 maja 2015 sąd apelacyjny w Warszawie wydał wyrok prawomocny podtrzymujący wyrok I instancji z 2014. Jakość literacka Nocnika była nisko oceniana; Janusz Wróblewski z „Polityki” pisał: „Czym jest ta książka? Obrazoburczym samogwałtem, wytryskiem złości, pawiem rzuconym na autorytety ku uciesze gawiedzi” . Grzegorz Wysocki z „Dwutygodnika” twierdził, że „reżyser najwyraźniej doszedł do wniosku, że sukces można osiągnąć tylko dzięki połączeniu rozważań filmowych, literackich i – powiedzmy na wyrost – filozoficznych z całymi, nomen omen, ustępami pełnymi bluzgów, wyzwisk i chamskich epitetów” .

### Życie prywatne
Pierwszą żoną Andrzeja Żuławskiego była Barbara Baranowska, którą reżyser poznał w trakcie prac nad tworzonym przez Wajdę segmentem Miłości dwudziestolatków (była wtedy związana z Adolfem Rudnickim) . Podczas prac przygotowawczych do nakręcenia Trzeciej części nocy poznał Małgorzatę Braunek, którą zaangażował do głównej roli żeńskiej. Rychło wybuchł pomiędzy nimi romans, przypieczętowany rozwodami z dotychczasowymi małżonkami i ślubem . Z małżeństwa Żuławskiego i Braunek zrodził się pierwszy syn tegoż, Xawery Żuławski (ur. 1971) . Szybko wybuchł jednak pomiędzy nimi konflikt; wkrótce po porodzie Braunek została zmuszona przez Żuławskiego do gry w Diable, co opisywała jako traumatyczne doświadczenie. Po zakończeniu zdjęć do Diabła małżonkowie się rozwiedli .
W Paryżu Żuławski ożenił się z malarką Hanną Wolską , z którego to związku urodził się jego drugi syn Ignacy (ur. 1978) . W 1985 roku związał się z 17-letnią wówczas Sophie Marceau. Z tego nieformalnego związku urodził się jego trzeci syn Vincent (ur. 1995) . Zdarzało mu się emocjonalnie krzywdzić francuską artystkę. Podczas prac nad Szamanką reżyser wdał się w romans z Manuelą Gretkowską, która sama w książce Posag dla Polki z 2024 roku wspominała Żuławskiego jako „psychopatycznego narcyza” . Żuławski i Marceau rozstali się w 2001 roku, ale Marceau jako jedyna partnerka życiowa reżysera wspominała go pozytywnie: „gdyby nie Andrzej, pewnie długo jeszcze grałabym naiwne, sympatyczne nastolatki. Otworzył mnie, odblokował jako człowieka i kobietę” . Krótko (2007–2008) trwał nieformalny związek Żuławskiego z młodszą o 43 lata aktorką Weroniką Rosati, którego szczegóły reżyser później opisał w Nocniku.
Zdaniem monografistki Żuławskiego, Aleksandry Szarłat, Żuławski był mizoginem: „na partnerki wybierał młodziutkie dziewczyny, które mógł formować. Kształcił je, uczył, lepił niby Pigmalion, a kiedy już były uformowane, związek się kończył” . Był również alkoholikiem . Ponadto w wielokrotnie udzielanych wywiadach celowo zmyślał szczegóły ze swojej biografii, wprowadzając w błąd zarówno czytelników, jak i dziennikarzy .

### Śmierć

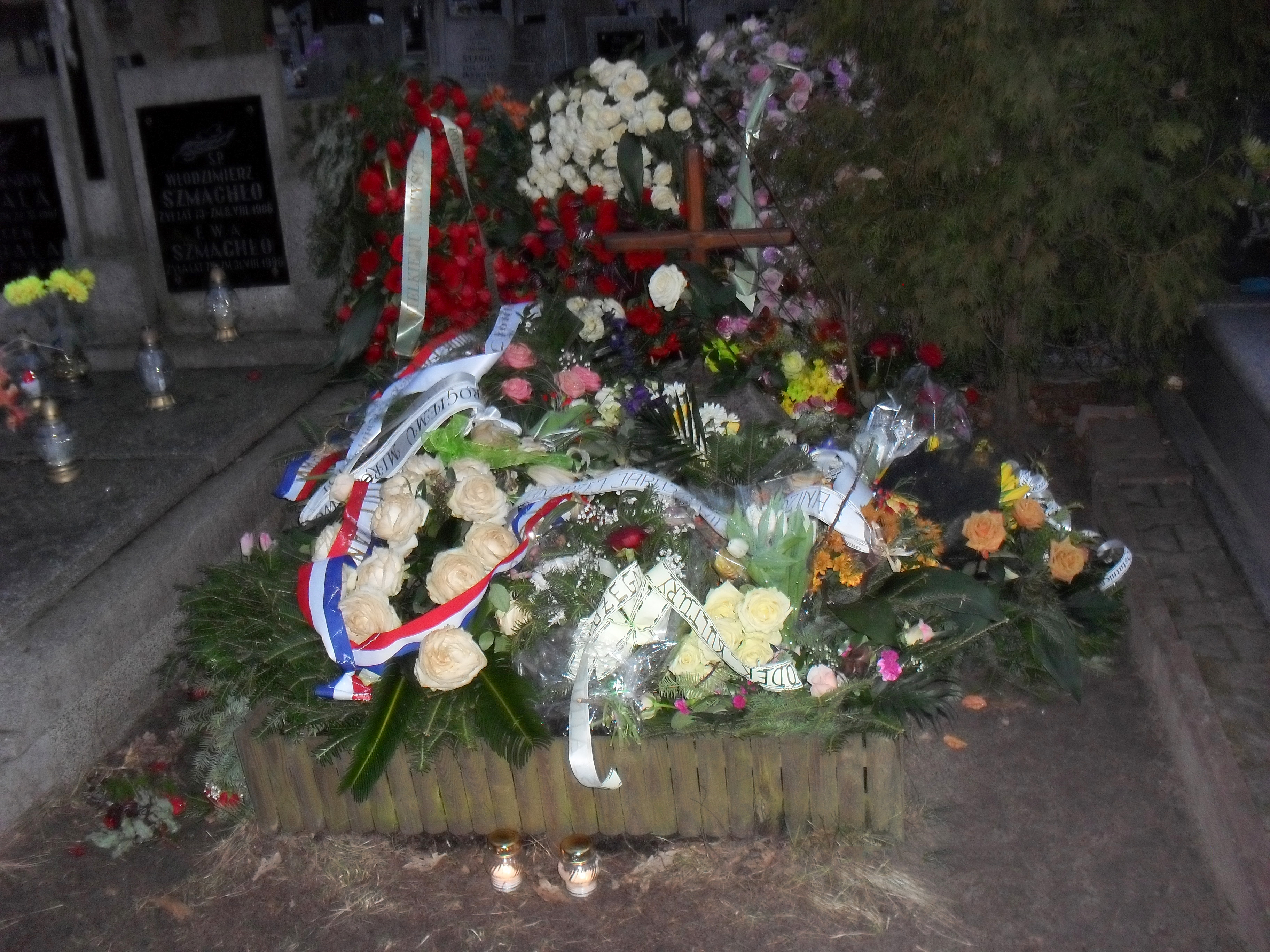
Grób tuż po pogrzebie na cmentarzu w Górze Kalwarii

Andrzej Żuławski zmarł w wieku 75 lat w Warszawie po długiej chorobie nowotworowej. 22 lutego 2016 został pochowany w grobie rodzinnym na cmentarzu katolickim w Górze Kalwarii przy ul. Kalwaryjskiej.

## Poglądy
Żuławski przynależał światopoglądowo do lewicy, aczkolwiek przyznawał prawicy, że jest bardziej kompetentna pod względem ekonomicznym. Przy okazji rozmowy z Piotrem Kletowskim o Trzeciej części nocy potępiał wojnę jako „okropność”, a organizatorów powstania warszawskiego nazywał nieodpowiedzialnymi „politykierami”, samego Tadeusza Bora-Komorowskiego – „endekiem, antysemitą, kretynem”. Jako niewierzący potępiał polski Kościół katolicki, który oceniał jako „nihilistyczny”. Miał ambiwalentny stosunek do Jana Pawła II, jednak chwalił go za wkład w obalenie komunizmu. Fascynowały go mimo to tematy przyczynowości istnienia świata oraz samego zła w człowieku.
Andrzej Żuławski był zwolennikiem kina niemego, z pogardą odnosił się natomiast do reżyserów związanych z francuską Nową Falą oraz Dogmą 95. O autorach Dogmy mówił: „robią filmy typu M jak miłość, typu felieton telewizyjny. […] to jest kino dla kucharek ubrane w Nową Falę”. Nieprzychylnie wyrażał się też o późnej twórczości Krzysztofa Kieślowskiego, nazywając ją „kiczem”. Spośród filozofów imponował mu Albert Camus, natomiast nie znosił pism Martina Heideggera i Friedricha Nietzschego.

## Styl filmowy

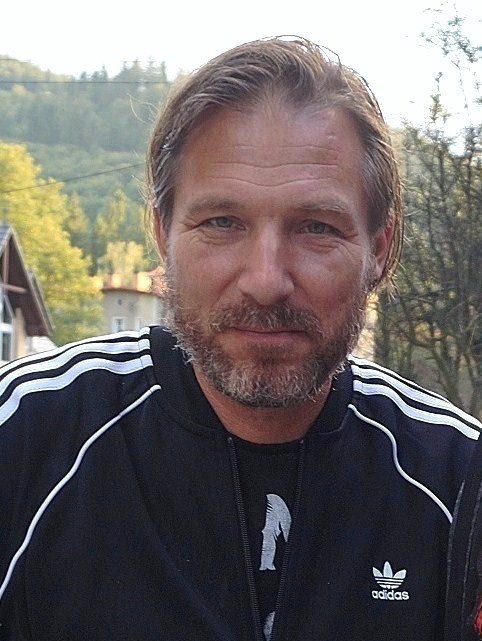
Xawery Żuławski, pierwszy syn Andrzeja Żuławskiego, jest kontynuatorem jego stylu

Andrzej Żuławski bywa zaliczany w poczet przedstawicieli poetyki surrealizmu w kinie polskim, obok Wojciecha Jerzego Hasa, Jana Lenicy, Waleriana Borowczyka oraz Piotra Szulkina . Niekiedy jego dzieła porównywano pod względem swej drastyczności z kinem Davida Lyncha , Alejandra Jodorowskiego oraz Daria Argenta . Twórczość Żuławskiego zdaniem Miłosza Stelmacha jest przepełniona apokaliptycznym tonem, ale również nieustannym przeczuciem, że świat reżysera nieuchronnie zmierza ku zagładzie . Według Agnieszki Morstin-Popławskiej Żuławski ukazuje świat w postaci spiralnego labiryntu wyobrażonego jako piekło z Boskiej komedii Dantego Alighieri. Z apokaliptyczną wyobraźnią wiąże się zdaniem Stelmacha tragiczne zakończenie większości filmów Żuławskiego, skutkujące śmiercią któregoś z protagonistów . Żuławski wielokrotnie odwoływał się również do tradycji polskiego romantyzmu, zwłaszcza w Diable podważając wizerunek republikańskiej Polski „jako kolebki demokracji, wolności i heroizmu”. Punktem wyjścia dla romantycznej twórczości Żuławskiego był jego dawny mentor Andrzej Wajda, aczkolwiek twórca Trzeciej części nocy znacznie silniej akcentował w swoich filmach biologizm żywotu ludzkiego.
Twórczość Andrzeja Żuławskiego znana była z frenetycznego wykorzystania dynamicznej kamery , filmującej fikcyjne wydarzenia z użyciem szerokokątnego obiektywu , niekiedy zespolonej z widokiem subiektywnym bohaterów (jak w Na srebrnym globie). Żuławski twierdził jednak, że metoda kręcenia kamerą „z ręki” użyta w jego pierwszych, apokaliptycznych filmach, jest nadużywana we współczesnych „kryminalnych felietonach” pokroju filmów Patryka Vegi. Wielokrotnie reżyser stosował „wieloplanowe kompozycje w głąb oraz częsty montaż wewnątrzkadrowy” . Słynął ze swojego trudnego charakteru i autorytarnego stylu reżyserowania. O swojej metodzie prowadzenia aktorów mówił następująco:

w mojej pracy proszę aktora, aby sięgnął w głąb siebie i zrozumiał, po co w ogóle jest aktorem. Czy chce się popisywać? Czy chce istnieć w bardzo powierzchownym świecie, czy też naprawdę, rzeczywiście jest aktorem – co jest niemalże uczuciem religijnym .

Żuławski posługiwał się na początku swojej twórczości poetyką teatru okrucieństwa (zwłaszcza znajdując się pod wpływem sztuk Jerzego Grotowskiego) , a stopniowo zbliżał się do konwencji naturalistycznego teatru Grand Guignol. O ile jednak „w początkach kariery potrafił przełożyć swoje intencje artystyczne na język filmu w sposób niebudzący sprzeciwu u publiczności”, o tyle już w przypadku Szamanki „intencje twórcy rozminęły się z materią dzieła i reakcją publiczności”. Notka z 1991 na łamach czasopisma „Film na Świecie” podkreślała, że Żuławskiemu „zazwyczaj zarzuca się pretensjonalność, skłonność do kiczu, manieryzm, estetyzację gwałtu i perwersji, mieszanie pierwiastków eschatologicznych ze skatologicznymi”. Zarzuty dotyczyły też sposobu portretowania przez reżysera filmowych kobiet jako „zdradzieckich pasożytów”, zwłaszcza w przypadku Opętania oraz Szamanki. Grażyna Stachówna mimo wspomnianych uwag podkreślała, że Żuławski zawdzięczał międzynarodowy sukces swoich filmów właśnie swojemu osobnemu, transnarodowemu stylowi nieporównywalnemu „z niczym, co wcześniej czy później zaistniało w polskim kinie”.
Kontynuatorem stylu Andrzeja Żuławskiego był jego syn Xawery, który zdobył rozgłos Wojną polsko-ruską (2009), utrzymaną w surrealistycznej tonacji adaptacją powieści Doroty Masłowskiej, poniekąd dedykowaną ojcu, który bardzo lubił pierwowzór pisarki. Xawery Żuławski złożył jeszcze raz hołd zmarłemu ojcu w Mowie ptaków (2019), chaotycznej impresji filmowej o rosnącej agresji i bezguściu polskiego społeczeństwa, opartej na scenariuszu samego Andrzeja Żuławskiego . Twórczość reżysera Opętania wywarła też wpływ na zjawisko określane mianem francuskiego ekstremizmu (The New French Extremity), reprezentowane między innymi przez Claire Denis, Bruno Dumonta oraz Gaspara Noé .

## Filmografia
| Rok  | Film                                   | Funkcja              | Uwagi                                                                                          |
| ---- | -------------------------------------- | -------------------- | ---------------------------------------------------------------------------------------------- |
| 1958 | La Sorcière                            | reżyser              | etiuda filmowa, adaptacja opowiadania Antona Czechowa                                          |
| 1967 | Pavoncello                             | reżyser              | film telewizyjny, adaptacja opowiadania Stefana Żeromskiego                                    |
| 1967 | Pieśń triumfującej miłości             | reżyser              | film telewizyjny, adaptacja opowiadania Iwana Turgieniewa                                      |
| 1971 | Trzecia część nocy                     | reżyser, scenarzysta | film fabularny                                                                                 |
| 1972 | Diabeł                                 | reżyser, scenarzysta | film fabularny; zakaz rozpowszechniania do 1988                                                |
| 1975 | Najważniejsze to kochać                | reżyser, scenarzysta | film fabularny                                                                                 |
| 1976 | Na srebrnym globie                     | reżyser, scenarzysta | film fabularny, adaptacja powieści Jerzego Żuławskiego; prace przerwane do 1987, premiera 1988 |
| 1981 | Opętanie                               | reżyser, scenarzysta | film fabularny                                                                                 |
| 1984 | Kobieta publiczna                      | reżyser, scenarzysta | film fabularny, swobodna adaptacja Biesów Fiodora Dostojewskiego                               |
| 1985 | Narwana miłość                         | reżyser, scenarzysta | film fabularny, swobodna adaptacja Idioty Fiodora Dostojewskiego                               |
| 1989 | Moje noce są piękniejsze niż wasze dni | reżyser, scenarzysta | film fabularny                                                                                 |
| 1989 | Borys Godunow                          | reżyser, scenarzysta | film fabularny, adaptacja opery Modesta Musorgskiego                                           |
| 1990 | Błękitna nuta                          | reżyser, scenarzysta | film fabularny                                                                                 |
| 1996 | Szamanka                               | reżyser              | film fabularny, scen. Manuela Gretkowska                                                       |
| 2000 | Wierność                               | reżyser, scenarzysta | film fabularny                                                                                 |
| 2015 | Kosmos                                 | reżyser, scenarzysta | film fabularny, adaptacja powieści Witolda Gombrowicza                                         |
| 2019 | Mowa ptaków                            | scenarzysta          | film fabularny, reż. Xawery Żuławski                                                           |

| Rok  | Tytuł                                     | Reżyser       | Kraj produkcji |
| ---- | ----------------------------------------- | ------------- | -------------- |
| 1994 | Melancholia. Portret Andrzeja Żuławskiego | Sylvie Guedel | Polska, Belgia |
| 2000 | Żuławski o Żuławskim                      | Jakub Skoczeń | Polska         |
| 2021 | Ucieczka na srebrny glob                  | Kuba Mikurda  | Polska         |

## Twórczość prozatorska
| Rok  | Tytuł                          | Wydawnictwo                     | Gatunek                  |
| ---- | ------------------------------ | ------------------------------- | ------------------------ |
| 1991 | Lity bór                       | Polska Oficyna Wydawnicza BGW   | powieść                  |
| 1992 | Był sad                        | Polska Oficyna Wydawnicza BGW   | powieść autobiograficzna |
| 1992 | W oczach tygrysa               | Polska Oficyna Wydawnicza BGW   | powieść                  |
| 1993 | Jonasz                         | Philip Wilson Warsaw            | powieść                  |
| 1993 | Ogród miłosny                  | Polska Oficyna Wydawnicza BGW   | powieść                  |
| 1994 | Piekielnicy                    | Polska Oficyna Wydawnicza BGW   | nowela                   |
| 1994 | Moliwda                        | Towarzystwo Ogród Ksiąg         | powieść historyczna      |
| 1994 | Juki podróżne                  | Polska Oficyna Wydawnicza BGW   | powieść                  |
| 1996 | Listy do domu                  | Towarzystwo Twój Styl           | korespondencja           |
| 1997 | Kikimora                       | Wydawnictwo Książkowe Twój Styl | powieść                  |
| 1997 | W niebie miecz mój jest pijany | Graf-Punkt                      | powieść                  |
| 1998 | Małpa o krwawiącym sercu       | Twój Styl                       | powieść                  |
| 1999 | Perseidy                       | Twój Styl                       | powieść                  |
| 2000 | Zaułek pokory                  | Twój Styl                       | notatki, szkice          |
| 2001 | Niewierność                    | Wydawnictwo Baran i Suszczyński | powieść                  |
| 2002 | We dwoje                       | Twój Styl                       | pamiętniki               |
| 2002 | Jako nic                       | Twój Styl                       | powieść                  |
| 2003 | Pan śmiertelny                 | Twój Styl                       | powieść autobiograficzna |
| 2003 | O niej                         | Słowo/Obraz Terytoria           | powieść                  |
| 2004 | Bilet miesięczny               | Twój Styl                       | felietony                |
| 2005 | Zapach księżyca                | Twój Styl                       | powieść                  |
| 2005 | Cnota                          | Twój Styl                       | powieść                  |
| 2006 | Bóg                            | Twój Styl                       | powieść                  |
| 2007 | Te panie                       | Twój Styl                       | biografia                |
| 2010 | Nocnik                         | Wydawnictwo Krytyki Politycznej | dzienniki intymne        |

## Nagrody filmowe
| Rok  | Tytuł                      | Festiwal                                                         | Wyróżnienie                                     | Wynik     |
| ---- | -------------------------- | ---------------------------------------------------------------- | ----------------------------------------------- | --------- |
| 1968 | Pavoncello                 | Akademia Wiedzy i Sztuki Telewizyjnej w Los Angeles              | wyróżnienie Akademii                            | Wygrana   |
| 1968 | Pieśń triumfującej miłości | Akademia Wiedzy i Sztuki Telewizyjnej w Los Angeles              | wyróżnienie Akademii                            | Wygrana   |
| 1971 | Trzecia część nocy         | Państwowa Wyższa Szkoła Filmowa, Telewizyjna i Teatralna w Łodzi | Nagroda im. Andrzeja Munka                      | Wygrana   |
| 1972 | Trzecia część nocy         | Międzynarodowy Festiwal Filmowy w Adelaide                       | Dyplom uznania                                  | Wygrana   |
| 1973 | Trzecia część nocy         | Koszaliński Festiwal Debiutów Filmowych „Młodzi i Film”          | Jantar                                          | Wygrana   |
| 1981 | Opętanie                   | Międzynarodowy Festiwal Filmów Fantastycznych w Trieście         | Złoty Asteroid                                  | Wygrana   |
| 1988 | Na srebrnym globie         | Festiwal Polskich Filmów Fabularnych                             | Nagroda Muzeum Kinematografii w Łodzi           | Wygrana   |
| 1996 | Szamanka                   | Festiwal Polskich Filmów Fabularnych                             | Nagroda Stowarzyszenia Kobiet Filmu i Telewizji | Wygrana   |
| 2015 | Kosmos                     | Międzynarodowy Festiwal Filmowy w Locarno                        | Nagroda za reżyserię                            | Wygrana   |
| 2020 | Mowa ptaków                | Polskie Nagrody Filmowe                                          | Orzeł za najlepszy scenariusz                   | Nominacja |

## Ordery i odznaczenia

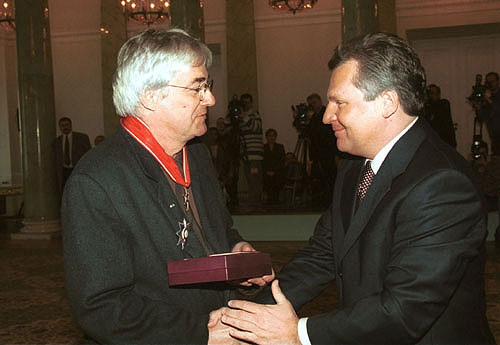
Żuławski i Aleksander Kwaśniewski wręczający Krzyż Komandorski z Gwiazdą Orderu Odrodzenia Polski

W 1996 został odznaczony francuską komandorią Orderu Sztuki i Literatury. W 2001 otrzymał Krzyż Komandorski z Gwiazdą Orderu Odrodzenia Polski, a w 2002 francuski krzyż kawalerski Orderu Legii Honorowej. 24 listopada 2021 odsłonięto gwiazdę reżysera w Alei Gwiazd w Łodzi.

### Książki i rozdziały w pracach zbiorowych
- Sebastian Jagielski, Polska: nie tylko Kino Moralnego Niepokoju, [w:] Tadeusz Lubelski, Iwona Sowińska, Rafał Syska (red.), Kino epoki nowofalowej, Kraków: Universitas, 2015, s. 1165–1222.
- Piotr Kletowski, Piotr Marecki, Żuławski: wywiad rzeka, Warszawa: Wydawnictwo Krytyki Politycznej, 2019, ISBN 978-83-66232-18-1.
- Tadeusz Lubelski, Historia kina polskiego 1895–2014, Kraków: Universitas, 2015.

### Wywiady
- Margaret Barton-Fumo, Interview: Andrzej Zulawski [online], Film Comment, 6 marca 2012 [dostęp 2021-12-29] (ang.).
- Daniel Bird, My Dinner with Andrzej [online], Metrograph, 1998 [dostęp 2021-12-29] (ang.).

### Artykuły branżowe
- Patrick Brion, Roselyne, Blanche, Cora..., „Revue des Deux Mondes”, czerwiec 1989, s. 232, ISSN 0750-9278 [dostęp 2020-05-29].
- Travis Crawford, Zulawski x 4, „Film Comment”, 47 (1), styczeń 2011, s. 74.
- William Grimes, Andrzej Zulawski Is Dead; Rebellious Director Was 75, „The New York Times”, 18 lutego 2016, A17(L), ISSN 0362-4331.
- Barbara Hollender, Andrzej Żuławski, filmowy wariat [online], Rzeczpospolita, 2 lipca 2016 [dostęp 2020-05-29] (pol.).
- Piotr Kletowski, Filmowy kosmos Andrzeja Żuławskiego, „Pleograf. Kwartalnik Akademii Polskiego Filmu” (3), 2016 [dostęp 2022-01-08].
- François-Guillaume Lorrain, Quand Romy Schneider en prenait plein la gueule [online], Le Point, 8 sierpnia 2012 [dostęp 2020-05-28] (fr.).
- Jakub Majmurek, Nie chodzi o to, by wywrócić kanon, „Kino”, maj 2011, s. 56–58.
- Jakub Majmurek, Andrzej Żuławski – po dzikiej stronie wyobraźni [online], Krytyka Polityczna, 18 lutego 2016 [dostęp 2020-05-29] (pol.).
- Jonathan Romney, Le sex and violence [online], The Independent, 11 września 2004 [dostęp 2022-01-18] (ang.).
- Tadeusz Sobolewski, Andrzej Żuławski nie żyje: „Narzuciłem się takim, jakim jestem”, „Gazeta Wyborcza”, 18 lutego 2016 [dostęp 2022-01-08].
- Miłosz Stelmach, W obliczu końca: apokaliptyczna wrażliwość Andrzeja Żuławskiego, „Pleograf. Kwartalnik Akademii Polskiego Filmu” (3), 2018, ISSN 2451-1994 [dostęp 2021-12-22].
- David Thompson, The man who would be Christ, „Sight and Sound”, 8 (10), październik 1998, s. 14–16.

### Recenzje filmowe i literackie
- Ela Bittencourt, L’Important c’est d’aimer, „Film Comment”, 53 (4), 2017, s. 71–72.
- Jeremiah Kipp, DVD Review: La Femme Publique, „Slant”, 30 stycznia 2009 [dostęp 2020-05-28] (ang.).
- Tadeusz Lubelski, Kosmos: pożegnanie przez prozę, „Pleograf. Kwartalnik Akademii Polskiego Filmu” (3), 2016 [dostęp 2022-01-08].
- Małgorzata Sadowska, Kosmos, „Kino”, 7, 2016, s. 78.
- Bartosz Staszczyszyn, „Mowa ptaków”, reż. Xawery Żuławski [online], Culture.pl, 2019 [dostęp 2021-12-18] (pol.).
- Damian Urbaniak, Trans i ekstaza. „Szamanka” Andrzeja Żuławskiego po latach [RECENZJA] [online], Onet Kultura, 29 grudnia 2015 [dostęp 2020-05-29] (pol.).
- Janusz Wróblewski, „Nocnik” Żuławskiego, czyli kupa w salonie [online], „Polityka”, 9 marca 2010 [dostęp 2021-12-18] (pol.).
- Grzegorz Wysocki, Grzebiąc w nocniku, „Dwutygodnik” (7), 2010 [dostęp 2022-01-05] (pol.).

### Artykuły naukowe
- Krzysztof Bernaś, Metafizyka w kinie Andrzeja Żuławskiego – interpretacja twórczości w świetle filozofii Arthura Schopenhauera i współczesnych nauk biologicznych, „Ruch Filozoficzny”, 71 (3), 2015, s. 83–110, DOI: 10.12775/RF.2014.031, ISSN 2545-3173 [dostęp 2021-12-27].
- Piotr Kletowski, „Najważniejsze to kochać”. O filmowej twórczości Andrzeja Żuławskiego, „Kwartalnik Filmowy”, 46, 2004, s. 92–108.
- Marcin Maron, „Diabeł” Andrzeja Żuławskiego: historia, zło i romantyczna gnoza, „Kwartalnik Filmowy” (96), 2016, s. 137–155, ISSN 0452-9502 [dostęp 2021-12-27].
- Piotr Misztela, „Męka dociekania”. Obraz Jakuba Franka w „Moliwdzie” Andrzeja Żuławskiego, „Ruch Literacki”, 59 (5), 2018, s. 589–596, DOI: 10.24425/rl.2018.124770 [dostęp 2022-01-09].
- Agnieszka Morstin, „Coniunctio oppositorum”. O celu wędrówki w głąb „Trzeciej części nocy”, „Kwartalnik Filmowy” (57–58), 2007, s. 73–90, ISSN 0452-9502 [dostęp 2021-12-22].
- Jacek Nowakowski, Od teatru okrucieństwa do Grand Guignolu. Śmierć w kinie Andrzeja Żuławskiego, „Przestrzenie Teorii” (5), 2005, s. 205–212, ISSN 2450-5765 [dostęp 2021-12-22].
- Marta Olszewska-Jończyk, Witalność kina przebiega przez jego złe, a nie dobre gusty. „Diabeł” Andrzeja Żuławskiego, „Kwartalnik Filmowy” (66), 2009, s. 80–92, ISSN 0452-9502 [dostęp 2021-12-27].
- Michał Piepiórka, Bembergowanie bembergiem w berg [online], Czas Kultury, 11 lipca 2016 [dostęp 2021-12-18] (pol.).
- Łukasz Pisarzewski, W poszukiwaniu opus magnum. Jak oglądać „Na srebrnym globie” Andrzeja Żuławskiego, „Kwartalnik Filmowy”, 77–78, 2012, s. 212–222.
- Paweł Sołodki, Między literaturą, filmem i rzeczywistością: o problemach z adaptacją „Wojny polsko-ruskiej”, „Rocznik Komparatystyczny”, 5, 2014, s. 265–279.
- Grażyna Stachówna, Żuławski w Grand Guignolu, „Kwartalnik Filmowy”, 95, 2016, s. 19–26.
- Tomasz Szczepanek, Close enough – obrazy porażki transformacji ustrojowej w Polsce lat dziewięćdziesiątych XX wieku na przykładzie Psów Władysława Pasikowskiego i Szamanki Andrzeja Żuławskiego, „Studia Litteraria et Historica” (9), 2020, s. 1–11, ISSN 2299-7571 [dostęp 2021-12-27] (ang.).

### Strony internetowe
- Agnieszka Dajbor, „Diabeł stanął między nami” powiedziała Małgorzata Braunek o swoim związku z Andrzejem Żuławskim [online], Viva.pl, 8 października 2021 [dostęp 2022-01-11] (pol.).
- Manuela Gretkowska, Posag dla Polki [FRAGMENT KSIĄŻKI] [online], Onet.pl, 30 października 2024 [dostęp 2024-11-11] (pol.).
- Arkadiusz Gruszczyński, Szarłat o Żuławskim: Kiedy zastanawiam się nad jego charakterem, przychodzi mi na myśl Picasso [online], Gazeta.pl, 13 września 2019 [dostęp 2019-09-15] (pol.).
- Janusz Kowalczyk, Ród Żuławskich [online], Culture.pl, 17 grudnia 2015 [dostęp 2021-12-18] (pol.).
- Marianne Lesdos, Andrzej Zulawski, le premier amour de Sophie Marceau [online], Gala, 23 lutego 2016 [dostęp 2020-05-28] (fr.).
- Karolina Małas, Poznali się, gdy miała 17 lat. Jako jedyna później wspominała go dobrze [online], Onet Kultura, 18 sierpnia 2021 [dostęp 2021-12-18] (pol.).
- Michał Oleszczyk, Andrzej Żuławski: 1940-2016 [online], Roger Ebert, 17 lutego 2016 [dostęp 2020-05-29] (ang.).
- Paweł Płaczek, Andrzej Żuławski – Z ręką w „Nocniku” [online], Polki.pl, 30 marca 2010 [dostęp 2020-06-01].
- Lidia Pustelnik, Grzechy sławnych reżyserów. Maria Schneider to nie pierwsza aktorka, która na planie płakała prawdziwymi łzami [online], naTemat.pl, 5 grudnia 2016 [dostęp 2020-05-29] (pol.).
- Agnieszka Sztyler-Turovsky, Żuławski opisał go złośliwie, jak „obijał się o jej piersi w zapitym ringu dancingowym” [online], facet.onet.pl, 7 października 2019 [dostęp 2022-01-08] (pol.).